# Estación de Amadora
La Estación Ferroviaria da Amadora, también conocida como Estación da Amadora, es una plataforma de la Línea de Sintra, que sirve a la localidad con el mismo nombre, en Portugal.

## Descripción

### Localización y accesos
La estación se encuentra en la localidad de Amadora, teniendo acceso por la Avenida Gago Coutinho.

### Vías y plataformas
En el mes de enero de 2011, esta plataforma tenía cuatro vías de circulación, con longitudes entre los 215 y 245 metros; las plataformas tenían todas 220 metros de extensión y 90 centímetros de altura.

## Historia

### Inauguración
Esta plataforma se encuentra en el tramo original de la Línea de Sintra, entre las Estaciones de Alcântara-Terra y Sintra, que entró en servicio el 2 de abril de 1887.

### sigloXX
En 1934, esta plataforma obtuvo, en conjunto con la Estación das Mercês, el 6.º lugar en un proyecto de ajardinamiento de la Línea de Sintra.
En 1993, se encontraban previstas, en el ámbito de un proyecto de modernización del material circulante e infraestructuras ferroviarias de la operadora Caminhos de Ferro Portugueses, varias obras de remodelación en esta plataforma. En mayo del mismo año, fueron concluidas las obras de construcción del nuevo edificio de esta estación.